# Rehbach (Simmel)
Der Rehbach ist ein orographisch rechter Zufluss der Simmel auf der Gemarkung der Gemeinde Dahlem im Kreis Euskirchen in Nordrhein-Westfalen. Der Bach entspringt in einem Waldgebiet westlich des Flugplatzes Dahlemer Binz. Er verläuft zunächst in östlicher, später in südlicher Richtung und schließlich in südwestlicher Richtung am Flugplatz vorbei. In Höhe des Simmeler Hofs entwässert der Rehbach in die Simmel.